# Viking 1
De Viking 1 was een Amerikaanse onbemande ruimtemissie naar Mars in de jaren 70. Deze geslaagde missie markeerde de eerste geslaagde zachte landing op de planeet Mars. In het verleden was dit weliswaar al eerder gebeurd met de Russische Mars 3, maar die hield al na enige minuten op met functioneren.

## Lancering
Viking 1 werd gelanceerd op 20 augustus 1975 met een Titan IIIE-draagraket vanaf Cape Canaveral Lanceercomplex 41.

## Missiedoel
Het doel van NASA was onderzoek te doen naar de mogelijkheid van leven op Mars.
Hier hing echter een zeer stevig prijskaartje aan. Zowel de Amerikaanse overheid als NASA verkochten het Viking programma daarom als een missie waardoor men erachter kon komen of er leven op Mars was. Mede hierom kostte het weinig moeite om de benodigde bedragen bijeen te krijgen.

## Specificaties
De Viking 1 was opgesplitst in twee gedeeltes. Een orbiter die de communicatie met de Aarde onderhield, foto's maakte van Mars (o.a. om geschikte landingsplaatsen te checken) en zijn twee maantjes Phobos en Deimos en andere gegevens verzamelde. Daarnaast een lander die foto's van het oppervlak maakte, weerkundige gegevens verzamelde en een laboratorium aan boord had om eventueel leven aan te tonen.

### Orbiter
De Viking 1 werd gebouwd door het Jet Propulsion Laboratory. Het lichaam van de orbiter bestond uit een achthoekige ring van 45,7 cm hoog, met zijden die afwisselend 139,7 cm en 50,8 cm groot waren. De orbiter bezat naast een S-band laagspanningsantenne een sensor voor verstrooid licht, een relayeringsantenne, een hooggevoelige antenne voor de S- en röntgenstraling, een zonnedetector/sensor, zowel een visuele als een infraroodcamera alsmede een waterdetector voor het opsporen van vocht in de Martiaanse dampkring.
Verder was het ruimtevaartuig uitgerust met een gyroscopisch gemonteerde baan-voortstuwingsmotor met een stuwkracht van 136 kg, een brandstoftank gevuld met monomethylhydrazine, een druktank met helium en een tank met als oxidator hydrazine (om een chemische reactie met de brandstof te genereren). Daarnaast beschikte Viking 1 over straalpijpjes voor de standregeling (CO2), jaloezieën voor interne temperatuurregeling, een Canopus-volger (voor oriëntatie) en vier zonnepanelen.
Het totale gewicht van de orbiter bedroeg 2324 kg.

### Lander

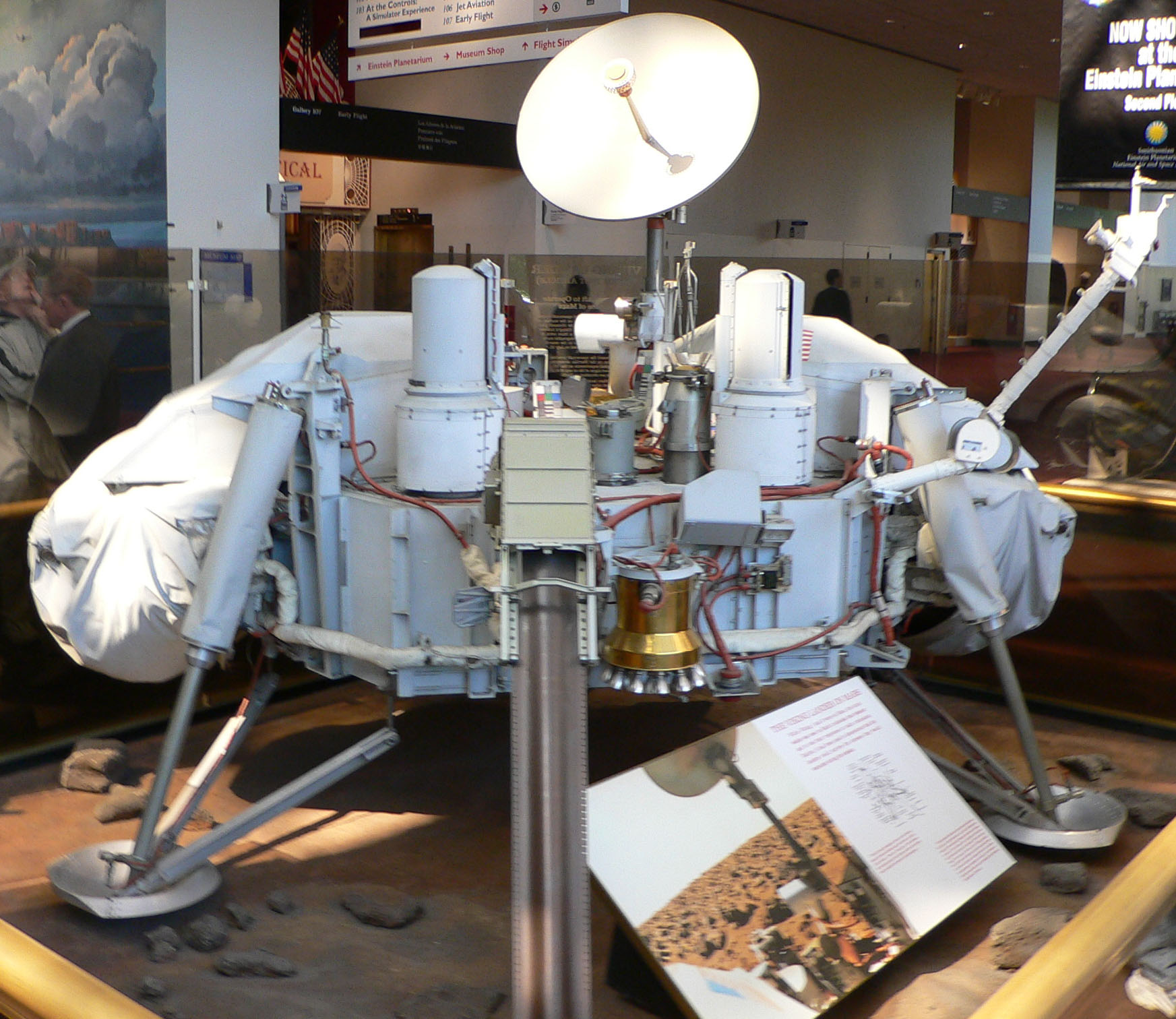
Model van Viking lander

De lander was in feite een zeshoekige doos met zijden van afwisselend 109,2 cm en 55,9 cm met een diepte 46,2 cm en een hoogte van 213 cm (gemeten van landingspoot tot schotelantenne). Deze was met ingeklapte landingspoten opgeborgen in een landingsschotel. De landingsschotel bestond uit een beschermingskap en een stroomlijnkap met hitteschild. Hiertussen bevonden zich separatiepunten om de schilden op de gewenste hoogte af te kunnen werpen. De landingsschotel beschikte over acht remraketten op hydrazine.
Deze lander beschikte over een UHF en twee S-band (een met hoge en een met lage gevoeligheid) antennes, een seismometer, een vergrootspiegel, een gas-chromatografische massa-spectrometer, twee tv-camera's, een uitschuifbare stang met meteo-instrumenten en een grijparm om bodemmonsters te nemen.
Verder een doelwit voor testen van magneet en camera, twee radar-hoogtemeters, een schoonmaakborstel voor de magneet, drie dalingsmotoren met ieder achttien straalpijpen en in stuwkracht regelbaar van 28 tot 290 kg met als brandstof hydrazine opgeslagen in twee tanks en vier standregelmotoren die eveneens hydrazine benutten.
Voor de energievoorziening beschikte de verkenner over twee thermo-elektrische radio-isotopengeneratoren.
De instrumenten voor het zoeken naar buitenaards leven bevonden zich in een ruimte van 0,028 m³ en omvatten drie automatische laboratoria, mini-oventjes, geigertellers, filters, een zonnelamp en een gas-chromatograaf. In totaal zaten hierin veertig thermostaten, 22000 transistors, 18000 elektrische onderdelen en 43 miniatuurpompen verwerkt.
De lander woog 576 kg.

### Sterilisatie voor lancering

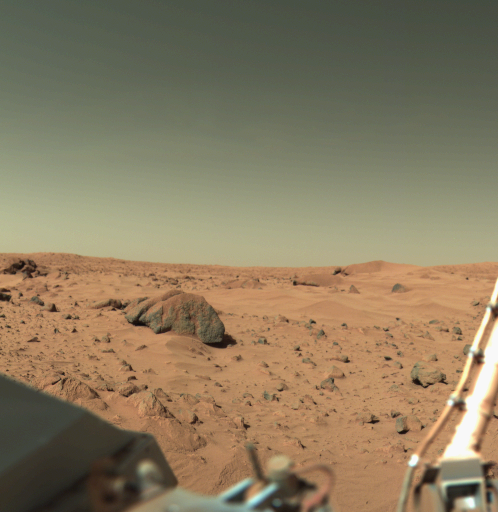
Foto van directe omgeving

Zoeken naar leven op een andere planeet heeft echter weinig zin als de sonde zelf is vergeven van de microben. De robot moest dus voor lancering eerst worden gesteriliseerd. Daarom bakte NASA de sonde gedurende 40 uur op 110° C. Dit betekende een zware beproeving voor de fijngevoelige boordinstrumenten.

## Verloop van de missie

### Begin en einde
De Viking 1 arriveerde bij Mars op 19 juni 1976. Zijn eerste taak was nu om een geschikte plaats voor de lander te vinden. De missie van de Orbiter duurde tot 17 augustus 1980 door brandstofgebrek, na 1465 omwentelingen rond Mars. Volgens berekeningen zal deze omstreeks 2019 inslaan op de rode planeet. Het radiocontact met de lander ging verloren op 13 november 1982.

## Landing

### Veel landingsterreinen ongeschikt

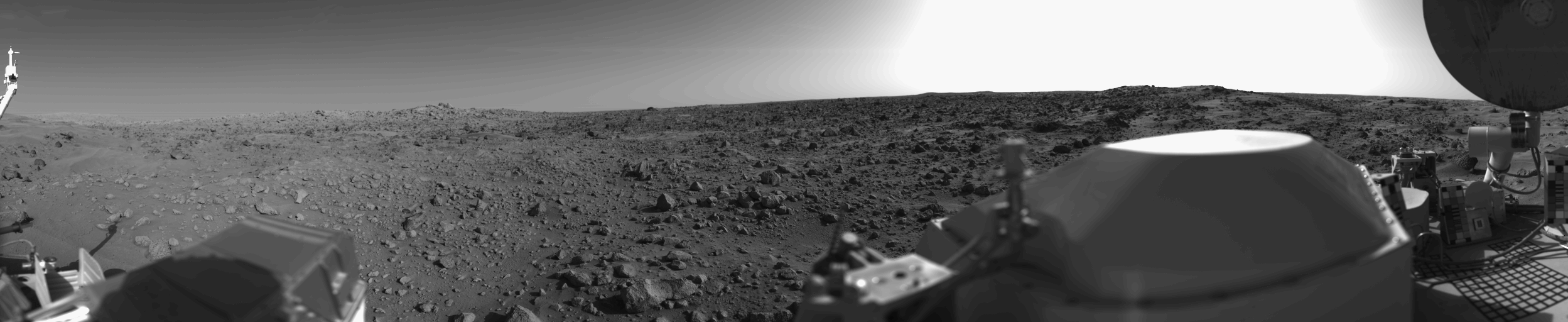
Eerste panoramische foto door Viking 1

Na het bereiken van een baan om Mars nam NASA foto's van mogelijke landingsgebieden, die door twee teams geologen werden geanalyseerd. Een in het vluchtleidingscentrum en een ander onafhankelijk team van de geologische dienst van Arizona. Het was NASA's intentie om op 4 juli 1976 de landing te doen plaatsvinden (de dag waarop de VS 200 jaar bestonden). Helaas bleek het voornaamste landingsterrein na een uitgebreidere inspectie totaal ongeschikt. Het zou 16 dagen van baanmanoeuvres en aanvullend onderzoek vergen om een ander te vinden. Noodgedwongen stelde de organisatie de landing uit tot 20 juli (11:53 UTC, MSD 36455 18:40 AMT, 14 Mina 195 Darische), daar het erg lastig was om een landingsterrein te selecteren waar de lander geen onnodige risico's liep. Uiteindelijk koos men een landingsterrein bij Chryse Planitia. 20 juli zou voortaan "Space Exploration Day" heten; er waren tijdens de landing meer dan duizend persmensen aanwezig.

### Afdaling

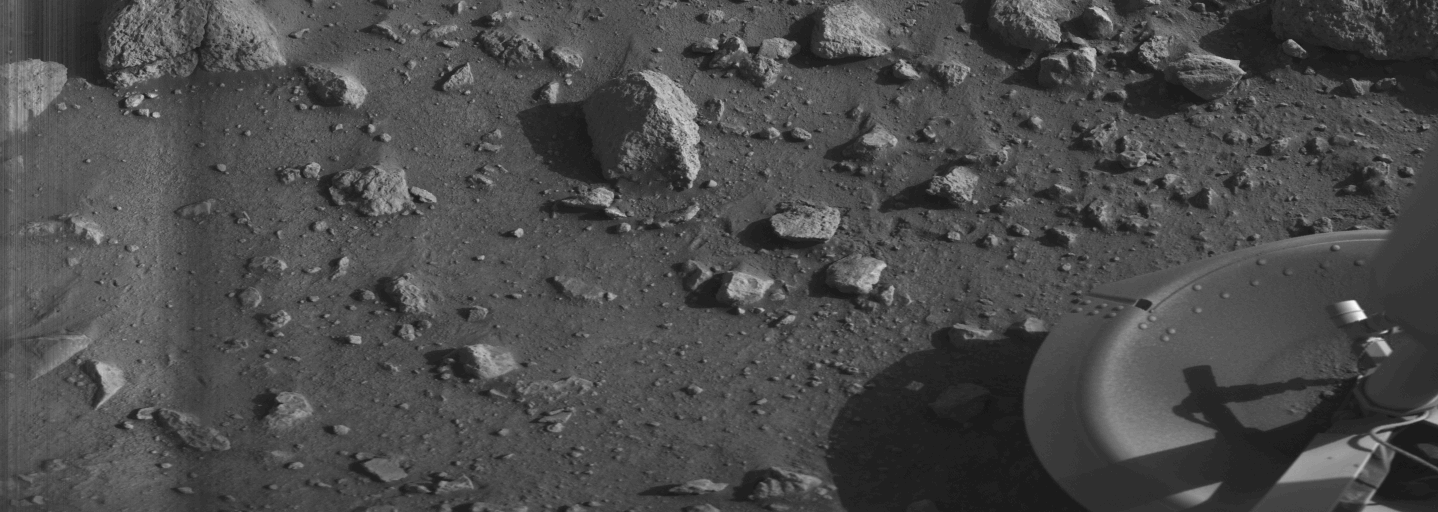
Eerste foto van Viking 1 vanaf de oppervlakte van Mars

De lander bevatte instrumenten, die gedurende de afdaling onderzoek deden naar de Marsatmosfeer. Na ontkoppeling werkten gedurende enige tijd de remraketten, waardoor de landingsschotel de Martiaanse dampkring binnendrong op een hoogte van 245 km. Op dit moment wierp de lander de beschermkappen af bij een snelheid van 900 km/u. Op 5790 m ontplooide de remparachute, die vervolgens werd afgeworpen op een hoogte van 1400 m (om te voorkomen dat de parachute op de lander terechtkwam). De daalsnelheid bedroeg nu nog 233 km/u. In deze laatste fase sloegen de remraketten aan, waardoor de uiteindelijke landingssnelheid nog slechts 9,6 km/u was. Sensoren aan de landingspoten maakten grondcontact en schakelden de remraketten uit. De landingspoten bezaten schokbrekers om de laatste klap op te vangen. Alle handelingen werden verricht door de boordcomputer, aangezien de afstand tot de Aarde op dat moment 342 miljoen km was en radiosignalen 19 minuten nodig hadden om aan te komen. Op 20 juli 1976 maakte Viking 1, op 13.12 uur Nederlandse tijd, de eerste geslaagde zachte landing op Mars in Chryse Planitia, op een positie van 22,24° N 48,01° W.

## Wetenschappelijke resultaten

### Phobos en Deimos

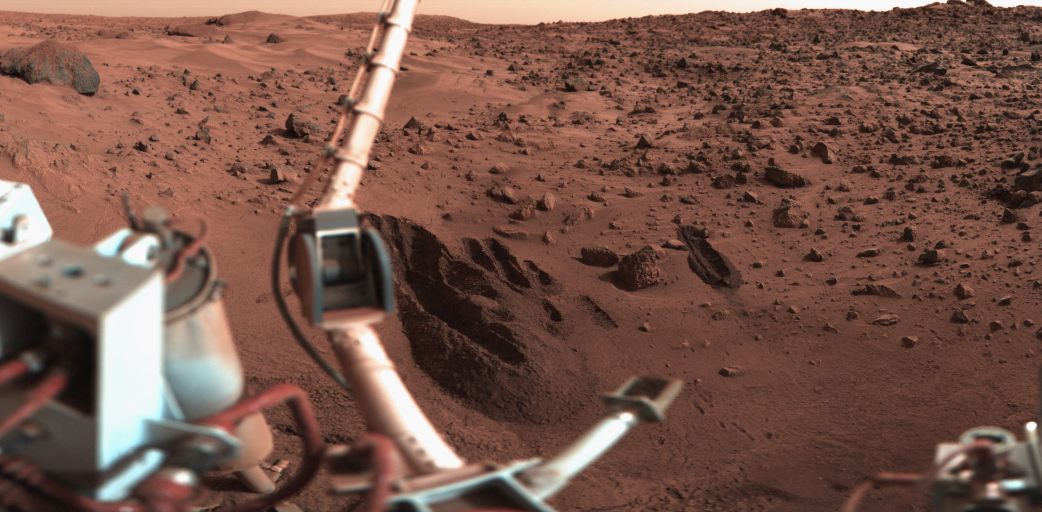
Sleuven, gegraven door Viking 1s graafarm

De orbiter had camera's die opnamen maakten met 1056 beeldlijnen met elk 1182 elementen. Deze leverden aanzienlijk scherpere opnamen van de twee Marsmaantjes Phobos en Deimos, dan waartoe Mariner 9 in staat was gebleken. Verder speurde de orbiter naar de aanwezigheid van vocht in de Martiaanse dampkring en fotografeerde diverse gebieden op Mars.

### Resultaten lander

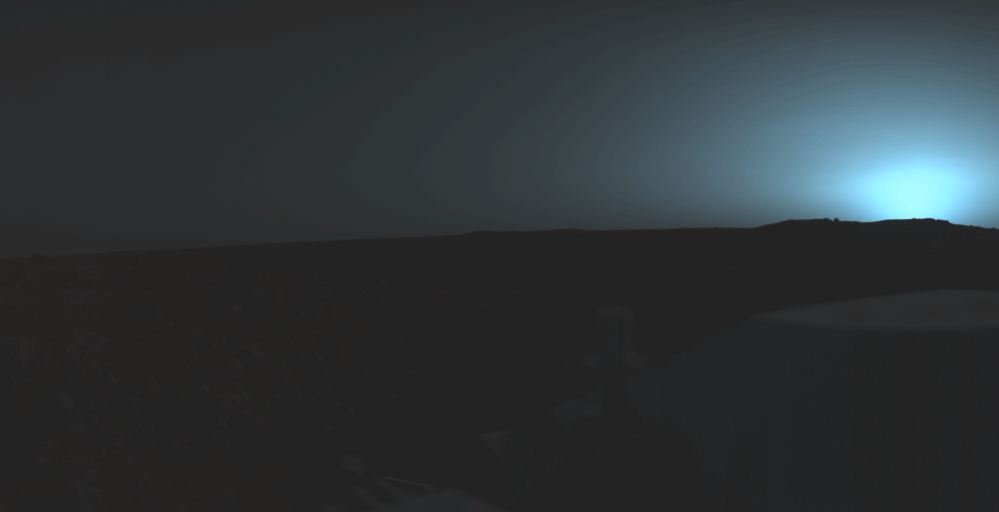
Zonsondergang op Chryse Planitia ("gouden vlakte")

Binnen enkele minuten na de geslaagde landing ontving NASA de eerste foto van Mars die op het oppervlak was gemaakt. Mars oogde woest en verlaten met overal rotsblokken die af en toe half in de bodem waren weggezonken. Op andere plekken waren fraaie stofduinen zichtbaar en de rode bodemkleur werd veroorzaakt door ijzerhoudend gesteente, limoniet genaamd. Een ander opvallend detail was dat de hemel niet blauw oogde zoals op Aarde, maar roze. Oorzaak waren roestdeeltjes in de atmosfeer van Mars. De atmosfeer bestond uit 95% kooldioxide, 2,7% stikstof en o.a sporen van argon, zuurstof en waterdamp. De robotverkenner detecteerde geen enkele vorm van plantengroei en de gas-chromatograaf (om de bodemgesteldheid te bepalen) kon geen complexe organische moleculen vinden. Niet dat hij daarvoor ontworpen was: het apparaat zou nog geen miljoen bacteriën per cm³ kunnen opsporen.
Uit bodemanalyse bleek dat deze bestond uit 15 à 20% silicium, 14% ijzer en verder sporen van calcium, aluminium, zwavel, magnesium, cesium en kalium.

### Zoektocht naar leven
Uiteraard vormde de zoektocht naar het al dan niet bestaan van buitenaards leven de hoofdmoot van de missie. Men trachtte bodemorganismen op te sporen met behulp van gesimuleerd zonlicht, water en voedingsstoffen. Iedere proef verliep met veel variaties in bv. hoeveelheid zonlicht, bodemmonsters van de oppervlakte of vanonder een rots (waar het was beschermd tegen ultraviolette straling), oorspronkelijke grond of grond urenlang gesteriliseerd op 175 °C.
De resultaten waren niet eenduidig. Uit normale grond kwam, met behulp van water en gesimuleerd zonlicht kooldioxide en zuurstof vrij. Zonder licht of met sterilisatie vooraf veranderde er niet veel. Boven de 120 °C stopte de gasafgifte. Binnen het bereik van de instrumenten kon men geen organische stoffen in de marsbodem aantonen en hoogstwaarschijnlijk zijn de testresultaten het gevolg van aanwezigheid van een sterk oxidatiemiddel in de bodem, bv. waterstofperoxide.